# Molorchoepania simplexa
Molorchoepania simplexa är en skalbaggsart som först beskrevs av Masaki Matsushita 1933.  Molorchoepania simplexa ingår i släktet Molorchoepania och familjen långhorningar.
Artens utbredningsområde är Taiwan. Inga underarter finns listade i Catalogue of Life.